# شب فرا می‌رسد
شب فرا می‌رسد نام یک فیلم مستند به کارگردانی اندره سینگر و محصول سال ۲۰۱۴ میلادی است.
این مستند درباره نحوه ساخت مستند بررسی واقعیت‌های اردوگاه‌های کار اجباری آلمان ساخته شد که توسط سیدنی برنشتاین و آلفرد هیچکاک در سال ۱۹۴۵ فیلم‌برداری و تدوین شده‌بود.
نگاتیوهای قدیمی نسخه اصلی مستند به‌همت موزه جنگ بریتانیا از آرشیو خارج و مرمت شدند.

## ساخت مستند
در روزهای پایانی جنگ در مه ۱۹۴۵ سیدنی برنشتاین، از دوستان هیچکاک در لندن که از مقامات دایره اطلاعات ارتش بریتانیا بود، به او اطلاع داد که در ستاد ارتش فیلم‌های خبری جالبی گرد آمده که می‌توان از آنها یک یا چند فیلم مستند ساخت. او تأکید کرده بود که فیلم‌های فراهم‌شده، چنان بی‌نظام و پراکنده هستند که شاید تنها کارگردانی باتجربه و ماهر بتواند آنها را به فیلمی دیدنی تبدیل کند. هیچکاک که خود تدوین‌گری زبردست بود برای تدوین فیلم ابراز آمادگی کرد. هنگامی که او در اواخر ژوئن ۱۹۴۵ به انگلستان رسید، در استودیویی در لندن با فیلم‌هایی روبرو شد که اکیپ‌های عکاسی و فیلمبرداری ارتش‌های متفقین، آمریکا و بریتانیا و اتحاد شوروی، هنگام آزادسازی اردوگاه‌های رژیم نازی در برگن‌بلزن، آشویتس و داخاو فیلم‌برداری کرده بودند. هیچکاک تصمیم گرفت از شش حلقه فیلمی که در اختیارش گذاشته شده بود، فیلمی به نام "بررسی واقعیت‌های اردوگاه‌های کار اجباری آلمان" بسازد. او یادداشت‌های زیادی نوشت، فیلم‌ها را دسته‌بندی کرد، اولین تدوین فیلم را به پایان رساند و از آن یک "نسخه خام" فراهم کرد. اما به دلایل گوناگون فیلمی که هیچکاک ساخته بود نه به تدوین نهایی رسید و نه هرگز نمایش داده شد. بدین ترتیب حلقه‌های فیلم به همراه تمام یادداشت‌های هیچکاک به زودی به آرشیوهای مخفی سپرده شدند و ده‌ها سال دور از دسترس ماندند، حتی گفته شد که برخی یا تمام آنها گمشده‌ اند. پس از سال‌ها (در سال ٢٠١٣)، نگاتیوها از آرشیو خارج و مرمت شدند. آندره سینگر، مستندساز بریتانیایی با همکاری شماری از تدوین‌گران ماهر، موفق شد نسخه ابتدایی را که هیچکاک فراهم کرده بود بازسازی کند و با افزودن موادی تازه، از جمله گفتگو با آخرین بازماندگان اردوگاه‌ها، با تصاویر و توضیحات بیشتر گسترش دهد.

## اکران
این مستند برای نخستین بار در فوریه ٢٠١۴ در جشنواره فیلم برلین به نمایش درآمد. این فیلم به مناسبت هفتادمین سالگرد آزادی آشویتس، در شامگاه ۲۶ ژانویه به طور همزمان از چند شبکه تلویزیونی در کشورهای مختلف از جمله آمریکا، بریتانیا (کانال چهار)، لهستان، هلند، آلمان و نروژ پخش شد.

## موضوع فیلم
در این فیلم رخداد‌های دوران آلمان نازی، به نمایش در می‌آید.